# Alberto Castellanos
Alberto Castellanos (Córdoba, 1896 – Rio de Janeiro, 1968) è stato un botanico ed esploratore argentino, specialista delle Cactaceae dell'America meridionale.

## Biografia
Castellanos conseguì il dottorato in Scienze Biologiche presso l'Università di Buenos Aires, ove poi continuò l'attività di ricerca e insegnamento.
Svolse un'intensa attività in ambito accademico, essendo stato membro del Consiglio di Facoltà di Buenos Aires (1937-1940), presidente del I Congresso Botanico dell'America meridionale (tenutosi a Rio de Janeiro nel 1938), fondatore del Dipartimento di Botanica a Montevideo, presidente onorario della Società Argentina delle Piante Succulente, membro fondatore della International Association of Plant Taxonomists e direttore della sezione botanica del Museo argentino di Scienze Naturali (incarico che ricoprì per 20 anni).
Contribuì anche all'introduzione della Paleobotanica in Argentina.
L'attività di ricerca riguardò prevalentemente le Cactaceae e la flora argentina, realizzandone il primo catalogo.
Si occupò anche di altre famiglie, tra le quali Mayacaceae, Xyridaceae, Eriocaulaceae, Pontaderiaceae e, in particolare, delle Bromeliaceae argentine, di cui era considerato la massima autorità.
Svolse attività di raccolta di campioni dal 1917 al 1939, principalmente in Argentina, ma anche nei paesi limitrofi e in Europa.
Nel 1932, effettuò una raccolta di campioni di flora della Terra del Fuoco.
Si occupò anche di Fitogeografia dell'Argentina e di storia delle Scienze Naturali del Sud America.
Nel 1955 fu obbligato ad emigrare e si stabilì a Rio de Janeiro, ove nel 1958 ottenne un incarico di docenza presso il Museo Nazionale.
Nel 1966 andò in pensione, pur continuando a viaggiare e raccogliere campioni e contribuendo alla realizzazione dell'Herbarium Bradeanum.
Morì a Rio de Janeiro a causa di una malattia contratta al ritorno da un viaggio e fu lì sepolto.

### Famiglia
Castellanos si sposò con una professoressa di matematica, Herminia Violeta Lelong, da cui ebbe due figli.

## Opere principali
- "Rhipsalis" argentinas (cactáceas) (tesi di laurea in Scienze Naturali), Universidad de Buenos Aires, Facultad de Ciencias Exactas, Físicas y Naturales, 1925, 25 pagg.

### Libri
- A. Castellanos, R.A. Pérez Moreau, Los tipos de vegetación de la República Argentina, Universidad Nacional de Tucumán, Facultad de Filosofía y Letras, Monografías del Instituto de Estudios Geográficos, 4, 1945, 154 pagg.
- Por un rincón de la Puna de Atacama, Asociación Cultural de Conferencias de Rosario, Publicación Nº 6, Rosario, 1927.
- A. Castellanos, Herminia Violeta Lelong, Cactaceae, in: Genera et Species Plantarum Argentinarum (a cura di H. R. Descole),

## Onorificenze
In suo onore è stato denominato l'Herbarium Alberto Castellanos (GUA) a Rio de Janeiro.
In suo onore sono state denominate i seguenti generi e le seguenti specie:
- Castellanoa Traub, 1953 (Amaryllidaceae) (sin.: Chlidanthus)
- Castellanosia Cárdenas, 1951 (Cactaceae)
- Tillandsia albertiana Verv., 1969
- Aristolochia albertiana Ahumada, 1972
- Dorstenia alberti Carauta, 1974